# Resolução 661 do Conselho de Segurança das Nações Unidas
Na Resolução 661 do Conselho de Segurança das Nações Unidas, adotada em 6 de agosto de 1990, reafirmando a Resolução 660 (1990) e notando a recusa do Iraque em cumpri-la e o direito de legítima defesa do Kuwait, o Conselho tomou medidas para implementar sanções internacionais ao Iraque sob o Capítulo VII da Carta das Nações Unidas. Esta foi a segunda resolução do Conselho de Segurança sobre a invasão do Kuwait.
O Conselho decidiu, portanto, que os Estados deveriam impedir:
(a) a importação de todos os produtos e mercadorias originárias do Iraque ou do Kuwait;
(b) quaisquer atividades de seus nacionais ou em seus territórios que promovam a exportação de produtos originários do Iraque ou Kuwait, bem como a transferência de fundos para qualquer país para fins de tais atividades;
(c) a venda de armas ou outros equipamentos militares para o Iraque e Kuwait, excluindo ajuda humanitária;
(d) a disponibilidade de fundos ou outros recursos financeiros ou econômicos para qualquer país, ou para qualquer serviço comercial, industrial ou público que opere neles, exceto para fins médicos ou humanitários.
A Resolução 661 conclamou todos os Estados membros, inclusive os não membros das Nações Unidas, a agir estritamente de acordo com a resolução, e decidiu estabelecer um Comitê do Conselho de Segurança composto por todos os membros do conselho, para examinar os relatórios do Secretário-General Javier Pérez de Cuéllar sobre a situação e solicitar informações aos estados sobre as ações que estão realizando para implementar a Resolução 661, solicitando que todos cooperem com o comitê.
Por último, o Conselho sublinhou que o regime de sanções imposto não deverá afetar a assistência prestada ao Governo legítimo do Kuwait . A resolução foi adotada por 13 votos a nenhum, enquanto Cuba e Iêmen se abstiveram de votar.
Após o fim da Guerra do Golfo e a retirada do Iraque do Kuwait, as sanções foram vinculadas à retirada de armas de destruição em massa pela Resolução 687 (1991). Os efeitos da política governamental e do regime de sanções levaram à hiperinflação, pobreza generalizada e desnutrição.

## O Comitê 661
O comitê estabelecido sob a resolução tornou-se comumente conhecido como Comitê 661, ou alternativamente como Comitê de Sanções do Iraque. Embora o mandato inicial do Comitê 661 fosse bastante modesto, ele assumiu amplas responsabilidades na implementação das sanções. Joy Gordon, estudiosa das sanções ao Iraque, escreveu:
O Comitê 661 determinou quais mercadorias o Iraque poderia importar como isenções humanitárias, respondeu a alegações de contrabando, determinou quais mercadorias as agências da ONU envolvidas em trabalho humanitário poderiam trazer para o Iraque, abordou questões envolvendo as zonas de exclusão aérea e assumiu a tarefa de interpretar as resoluções do Conselho de Segurança sobre o Iraque.
Antes do início do Programa Petróleo por Alimentos, em 1996, as isenções do regime de sanções concedidas pelo Comitê 661 eram o único meio legal para o Iraque importar quaisquer mercadorias.